# Makouda (comuna)
Makouda é uma cidade e comuna localizada na província de Tizi Ouzou, no norte da Argélia. Em 2008, sua população era de 23 388 habitantes.